# عبدالله موحد
عبدالله موحد اردبیلی (زادهٔ ۲۹ اسفند ۱۳۱۸) کشتی‌گیر بازنشسته کشتی آزاد میان‌وزن اهل ایران است. وی با ۶ مدال طلای جهان و المپیک در جایگاه دوم فهرست مشاهیر کشتی ایران بعد از حمید سوریان و جایگاه یازدهم تالار مشاهیر اتحادیه جهانی کشتی برای قهرمانان کشتی آزاد در سدهٔ بیستم قرار دارد.
اوج فعالیت ورزشی موحد در سال ۱۹۶۸ و در المپیک مکزیکو سیتی بود که یک مدال طلا برای ایران به‌دست‌آورد. اما به دلیل آسیب شانه از تکرار این موفقیت در المپیک ۱۹۷۲ بازماندهمچنین او به خاطر نبوسیدن دست محمدرضا شاه پهلوی از کشتی برای همیشه کنارگیری کرد. او کمی بعد به آمریکا رفت اما حاضر نشد به مربی‌گری برای ورزشکاران آن کشور بپردازد چرا که غرورش اجازه نمی‌داد تا فنونی را به شاگردان (آمریکایی) آموزش دهد که علیه کشتی‌گیران ایرانی استفاده کنند.

## زندگی‌نامه
پدر عبدالله موحد، مجتبی فضلی‌زاده معلم منضبط و سخت‌گیر اردبیلی‌تبار بود که به بابلسر رهسپار شد و در اوایل سال ۱۳۰۰ با خانمی از اهالی بندر انزلی ازدواج نمود. نخستین فرزند آن‌ها ابوالفضل نام داشت. پس از ابوالفضل آن‌ها صاحب ۶ پسر و یک دختر شدند. وقتی مقرر گشت همهٔ مردم ایران صاحب شناسنامه شوند، مجتبی فضلی‌زاده نام خود را به «موحد اردبیلی» تغییر داد. عبدالله به عنوان یکی از فرزندان این خانواده در سال ۱۳۱۸ در بابلسر متولد گردید. او وقتی چهار ساله بود پدرش را از دست داد. عبدالله موحد اردبیلی ورزش را در رشته‌های شنا، قایقرانی و والیبال آغاز کرد و سپس به کشتی روی آورد. در هفده سالگی به تهران آمد و در باشگاه تهران‌جوان و سپس باشگاه دارایی کشتی را پی‌گرفت.
اولین حضور موحد در مسابقات جهانی ۱۹۶۳ صوفیه بود که پس از یک شکست از محموت آتالای ترکیه‌ای و یک مساوی با اینوولچف بلغار ششم شد. او در المپیک ۱۹۶۴ توکیو، بدون باخت در وزن پنجم شد. او کشتی گیران انگلیسی، استرالیایی و کره‌ای را مغلوب کرد و با ایوائو هوریوچی ژاپنی و اینوولچف مساوی کرد.
درخشش موحد از سال ۱۹۶۵ در مسابقات جهانی منچستر آغاز شد که در این رقابت‌ها بالاتر از محمود آتالای و زاربگ بریاشویلی از شوروی به مدال طلای وزن ۷۰ کیلوگرم دست یافت. موحد پس از آن تا سال ۱۹۷۰ در تمام مسابقات رسمی قهرمان شد و ۵ مدال طلای جهانی، ۱ مدال طلای المپیک و دو مدال طلای بازی‌های آسیایی را کسب کرد. در المپیک ۱۹۶۸ او چهار کشتی را با ضربه فنی و سه کشتی را با امتیاز برد. او در سال ۱۹۷۱ در رقابت‌های جهانی صوفیه چهارم شد و در بازی‌های المپیک ۱۹۷۲ مونیخ هم که آخرین حضور او بود به علت آسیب دیدگی رقابت‌ها را ترک گفت.

## محرومیت از فعالیت‌های ورزشی
در المپیک ۱۹۷۲ مونیخ موحد به دلیل آسیب دیدیگی امکان حضور در مسابقات را از دست می‌دهد. پس از آن به دستور سازمان تربیت بدنی موحد از شرکت در کلیه رشته‌های ورزش محروم می‌شود. طبق صحبت‌های خود وی در این مورد داخل یک مصاحبه، نبوسیدن دست شاه ایران را دخیل می‌داند.
موحد در مصاحبه به بی‌بی‌سی در مصاحبه با عنایت فانی در برنامه عبارت دیگر می‌گوید:
هیچوقت یادم نمی‌رود. البته آقای معینیان من را خوب می‌شناخت، یک رئیس دفتری داشت به نام آقای کاظم‌زاده، من را خیلی خوب می‌شناخت. … آقای معینیان به من وقت دادند و من پیش او رفتم، کمی صحبت کردند و چایی آوردند خوردیم. گفت خوب موحد چه شده است که آمده‌ای؟ گفتم آقای معینیان چرا من را محروم کرده‌اند، حالا عیب ندارد من کشتی نمی‌خواستم بگیرم، ولی چرا من را ممنوع الخروج کرده‌اند، آخر من چه گناهی کرده‌ام. بعد به من گفت که، عین این جمله آقای معینیان را هیچوقت یادم نمی‌رود، گفت خوب برای تو گزارشات بدی داده‌اند. گفتم آقای معینیان به شما می‌گویند شما چشم و گوش شاه هستید، من برای همین پیش شما هستم. چه کسی بهتر از من می‌تواند حقایق را برای شما بگوید. دلیلی ندارد که من چیزی را کتمان کنم، اگر هست بگویم نیست. حقیقت را به شما بگویم دیدم نه، چیزی نیست، او هم مثل بقیه است، از او چیزی عاید ما نمی‌شود از نظر کمک کردن به ما. گفتم خیلی ممنون آقای معینیان، تشکر کردم و آمدم. از در بیرون که رفتم ناگهان یادم افتاد، در را باز کردم و این را هیچوقت یادم نمی‌رود که گفتم آقای معینیان من اهل شمال هستم هوای ابری زیاد دیده‌ام اما آفتاب می‌آید و ابر همیشه نمی‌ماند، این حکومت دوام نمی‌آورد. در را بستم و آمدم. باور کنید، یعنی این را قشنگ یادم است.
در سال ۱۳۵۷ مشکل ممنوع‌الخروج بودن او حل شد و توانست به ایالات متحدهٔ آمریکا برود. در آن‌جا تحصیلات خود را ادامه داد و مدرک دکترای تربیت معلم را گرفت. موحد پس از محرومیتش برای همیشه با کشتی خداحافظی کرد و حتی پیشنهاد مربی‌گری تیم ملی کشتی آمریکا را هم نپذیرفت. و وطن دوستی خود را اثبات کرد

او در این خصوص گفته است:
«راستش را بخواهید من خیلی دوست داشتم بروم ایران کار کنم، نمی‌دانم شاید این برای بعضی‌ها خوشایند نباشد، اما من دوست نداشتم چیزهایی را که بلدم به کسی یاد بدهم که برود و ایرانی‌ها را زمین بزند. من این‌طوری بودم.»